# Aldeayuste
Aldeayuste es un despoblado español del municipio de El Campo de Peñaranda, perteneciente a la provincia de Salamanca, en la comunidad autónoma de Castilla y León.

## Historia
Fundada como «Aldea Yuste» dentro de los procesos repobladores emprendidos por la monarquía leonesa, esta antigua localidad está documentada desde el siglo XIII, si bien
en el siglo XIX ya se recogía como una localidad despoblada.
Aparece descrito en el primer volumen del Diccionario geográfico-estadístico-histórico de España y sus posesiones de Ultramar de Pascual Madoz con las siguientes palabras:

ALDEA-YUSTE: desp. sujeto al ayunt. del Campo, en el part. jud. de Peñaranda de Bracamonte (2 leg.), prov. de Salamanca (7): sit. en un llano á la orilla der. del Guareña, con una sola casa en cuya construccion se utilizó un trozo de pared de la igl. de la ant. pobl. Confina por el N. con térm. de Zorita de la Frontera y Poveda de las Cintas, E. con Paradinas, S. con Aldeaeca de la Frontera, y O. con el Campo y Poveda; y su cabida es de 1,650 huebras de tierra de pan llevar; 200 de 1.ª calidad, 200 de 2.ª y lo demas de 3.ª, y 150 huebras de pastos, 100 de 1.ª clase y 50 de 2.ª: el terreno llano y bastante flojo, se halla dividido en dos suertes, y solo se siembra una cada año; empleándose en las labores 16 pares de bueyes: el r. Guareña, que baña el térm. de S. á N. regando sólo una parte de los prados de 1.ª clase, aunque es poco abundante por estar cerca de su nacimiento, nunca se seca; tiene un cáuce muy llano, y no cria pescados hasta mas adelante. Los caminos á los pueblos inmediatos son cómodos por lo llano y seco del terreno: prod.: granos de todas especies, especialmente trigo, cebada y centeno, pastos, ganado lanar, vacuno y cerdoso: prod. en rent. desde que fué enagenado por la nacion 340 fan. de trigo, 175 de cebada, 175 de centeno y 8,000 rs. en dinero: pobl.: 1 vec.: 3 hab.: los datos oficiales le dan de cap. terr. prod.: 38,250 rs.: imp.: 1,912 rs. Perteneció al cabildo cated. de Salamanca.
(Madoz, 1845, p. 511)

Posteriormente, ya en el siglo XX, se repobló el enclave dentro de los proyectos de colonización agraria, llevados a cabo por el franquismo, en los años cuarenta del siglo XX, en la que se establecieron 42 colonos agrarios que pasaron a ser propietarios en los años 70 del siglo XX. Por tanto, está dividida en 42 lotes de tierra de 20 hectáreas cada una. En 2023, la entidad singular de población no tenía empadronado ningún habitante.